# Єйський лиман
46°41′00″ пн. ш. 38°26′00″ сх. д. / 46.68333° пн. ш. 38.43333° сх. д.
Є́йський лима́н — мілководна затока на північному сході Азовського моря. Відмежована від моря Єйською та Глафіровською піщаними косами гирла річки Єя. Довжина близько 24 км, завширшки до 13 км, глибина до 3,2 м. 
Найбільший лиман на Північному Кавказі.
На західному березі лиману — м. Єйськ.